# M-72

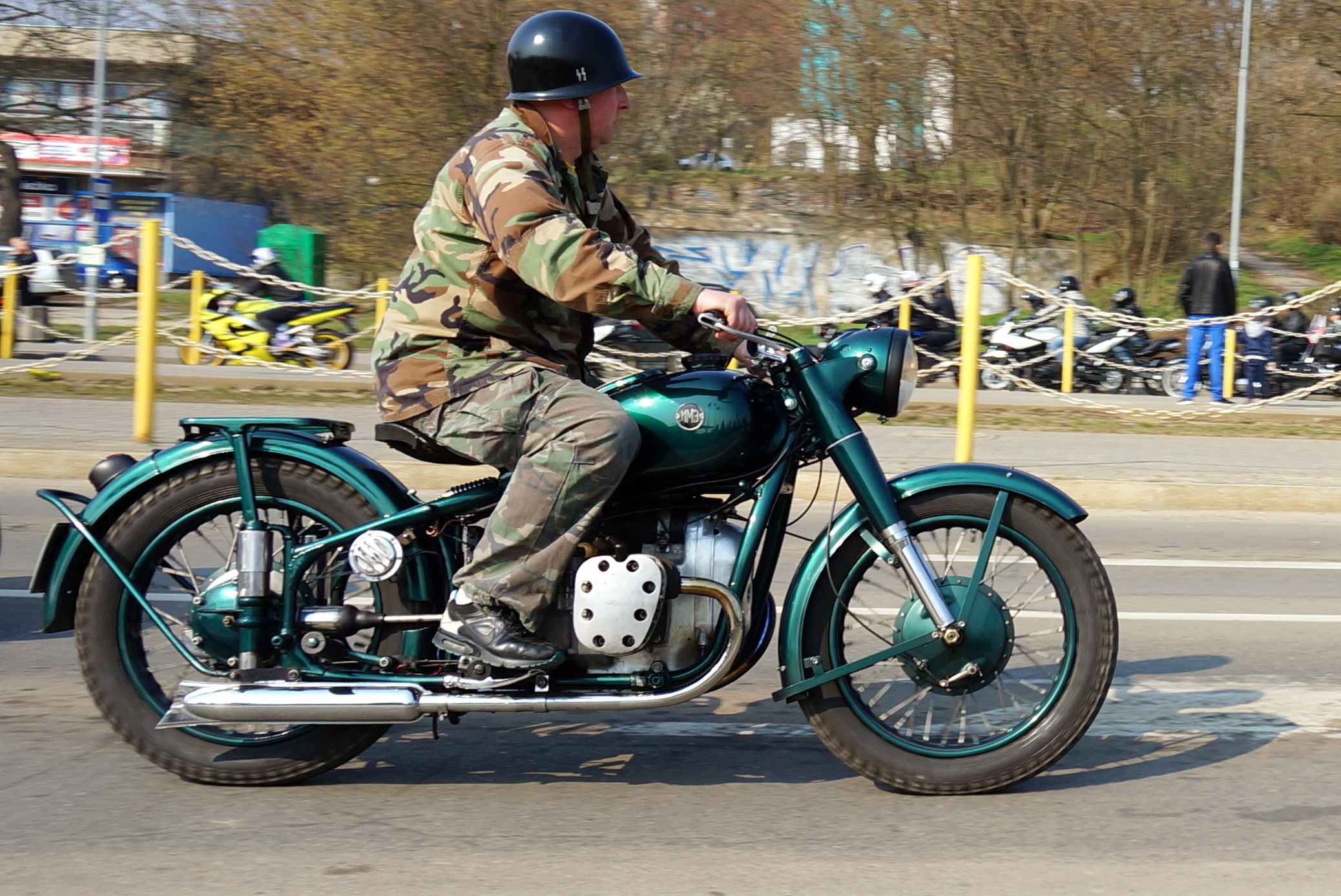
IMZ (M-72)

M-72 a fost o motocicletă construită de Uniunea Sovietică. Conceput ca un înlocuitor pentru cele două motociclete grele folosite de Armata Roșie - TIZ-AM-600 și PMZ-A-750 - întrucat ambele au funcționat nesatisfăcător în timpul războiului de iarnă cu Finlanda și au fost considerate modele învechite. Înlocuitorul ales a fost BMW R 71, care fusese respins de armata germană ca înlocuitor al R 12. Ca urmare a Pactului Molotov-Ribbentrop, procedurile legale, politice și economice necesare au fost puse în vigoare pentru ca BMW să ofere designul, scule și instruirea necesară pentru fabricarea motocicletelor și a sidecarului militar.

## Istorie
Producția a fost destinată pentru trei fabrici situate în Moscova, Leningrad și Harkov, cu articole auxiliare provenite de la alte câteva fabrici. Doar fabrica din Moscova, Moskovskiy Mototsikletniy Zavod (MMZ, „uzina de motociclete din Moscova”), a produs motociclete complete înainte de invazia germană din 1941 și de începerea frontului de est (al doilea război mondial).
Fabrica din Moscova a fost mutată la est în orașul Irbit din Siberia de Vest și redenumită „Fabrica de motociclete Irbit” (IMZ). Fabricile din Harkiv și Leningrad au fost relocate la Gorki, la periferia uzinei GAZ și au fost redenumite „Uzina de motociclete Gorky” (GMZ). În timpul războiului, motocicletele au fost produse atât la IMZ, cât și la GMZ, cu toate acestea, toate sidecarurile pentru motociclete M-72 și Lend-Lease au fost produse la Gorki. În 1952, 500 de motoare M-72 au fost expediate de la IMZ pentru a permite fabricii KMZ din Kiev, Ucraina, să producă primul lor lot de M-72. KMZ a produs M-72 până în 1956. Un model strâns înrudit, M-72N, a fost produs ulterior.
În 1957, sovieticii au vândut linia de producție M72 către Republica Populară Chineză. Fabrica IMZ a furnizat motociclete militare M-72 către China până la transferul liniei de producție M-72 în 1957 și a continuat să furnizeze piese către China până în 1960. Producția a continuat în China până la mijlocul anilor 1980, făcând din M72 vehiculul cu cea mai lungă durată de viață a producției, de la BMW R71 în 1938, până la actualul Chang Jiang CJ750.

## Design
Motocicletele M-72 au fost produse în principal cu un sidecar atașat, deși unele solo-uri au făcut apariții pentru sarcini de escortă și alte sarcini similare.
M-72 au fost produse la IMZ în Irbit din 1942 până în 1955. Un model ulterior, M-72M a fost produs din 1955 până în 1960.